# Bassa de l'Acampada
La bassa de l'Acampada és una petita bassa de gairebé 1 Ha, localitzada vora el Tossalet de l'Àliga, al terme municipal de Puiggròs, que s'utilitza per al reg dels conreus adjacents de fruiters. Reté les aigües de la séquia dels Masos.
La bassa presenta un aspecte força naturalitzat, amb una làmina central d'aigües lliures i, en els marges, un cinyell de vegetació helofítica molt discontinu, format per un canyissar amb algunes bogues i alguns joncs. Hi ha també zones de canyar. Pel que fa a la vegetació arbustiva i arbòria, hi ha grups de sargues (Salix elaeagnos), tamarius (Tamarix sp.), alguns oms i plantacions lineals d'àlbers (Populus alba), pollancres (Populus nigra) i plàtans (Platanus sp.). Sota les aigües s'havien citat hidròfits com Myriophyllum spicatum, Potamogeton crispus i Potamogeton pectinatus.
Pel que fa als ocells, s'havia constatat la nidificació de diverses parelles de cames llargues (Himantopus himantopus), així com de fotja (Fulica atra) i polla d'aigua (Gallinula chloropus).
La proximitat d'una línia d'alta tensió representa un perill real d'electrocució per als ocells. L'espai sofreix una important sobrecàrrega ramadera i cremes de vegetació regulars, així com variacions de nivell dràstiques, per derivacions, extraccions i bombeig. Al nord de la bassa hi ha una zona utilitzada habitualment com a zona d'acampada, amb algunes rulots, diferents estris abandonats i moltes deixalles escampades pels voltants. El seu nom mostra que probablement s'usa des de fa temps com a zona d'acampada i de lleure.